# Льос
Льосът (от немски: Löß) е неслоиста, еднородна седиментна скала, формирана от слабо споени прахови частици с бледожълт или жълтениковокафяв цвят.

## Състав
Преобладаващата големина на частиците е от 0,01 до 0,05 mm. Глинести частици с размер ≤ 0,005 mm присъстват в количество от 5 до 30%. Определено количество частици с размер 0,01 – 0,05 mm са представени от агрегати, образувани при коагулацията на колоидни части от скалите. Порьозността на льоса варира от 40 до 55%. В отделни случаи льосът е пронизан от тесни каналчета (макропори, следи от растителни остатъци). По своя състава льосът обикновено се отнася към утаечните скали. По-едрите льосови частици се състоят предимно от кварц и фелдшпат и в по-малко количество – от слюда и др. В отделни прослойки изобилстват зърна от вулканична пепел, пренесена от ветровете на стотици километри от мястото на изригването. Тънки частици в льоса се състоят от различни глинести минерали (хидрослюда, каолинит, монтморилонит). Понякога се срещат варовикови конкреции, раковини от сухоземни мекотели и кости от бозайници, особено гризачи и мамути.

## Разпространение
Льосът е разпространен в Европа, Азия, Северна и Южна Америка, предимно в степните и полупустинните райони на умерения пояс. Той заляга във вид на хоризонтална покривка с мощност от няколко метра до 50 – 100 m и е разпространен предимно по вододелите, склоновете и древните речни тераси.

## Образуване, историческа справка
Въпросът за произхода на льоса все още не е получил общоприето решение. Неговото образуване се свързва с различни геоложки процеси (на сушата – с дейността на вятъра, дъждовните и снежни води, почвообразуването и изветрянето, вулканизма, отлагането на космическа прах, седиментацията в езерата и моретата) и стадиите на скалообразуване.
През 1877 г. немският учен Фердинанд Рихтхофен доказва субаералния (на сушата при ограничена роля на водата) произход на китайския льос. Популярна теория за неговия еоличен произход изказва Владимир Обручев, а за неговия почвен произход Лев Берг. Освен това има и теория за неговия комплексен (еолови, делувиални е почвено-елувиални процеси в райони със сух климат) произход.

## Льосови почви, стопанско значение
В льоса има прослойки с ясно изразен почвен профил – т.нар. погребани почви, които свидетелстват за много по-топли и влажни (междуледникови) епохи, отколкото времето на льосообразуването (ледниковите епохи). Льосът се явява главна основа за черноземните и сивоземните почви. Той се използва за производство на кирпич и цимент и за изграждане на диги и малки преградни язовирни стени.